# Punta Ballena
Punta Ballena ist eine Ortschaft in Uruguay.

## Geographie
Sie befindet sich auf dem Gebiet des Departamento Maldonado in dessen Sektor 1. Punta Ballena liegt teilweise auf einer in den Río de la Plata  hineinragenden Landzunge, westlich der Departamento-Hauptstadt Maldonado und südlich der Sierra de la Ballena. Westlich grenzt Chihuahua an. Im Norden erstreckt sich hinter dem Arboretum Lussich die Laguna del Sauce.

## Infrastruktur
Markantestes Bauwerk Punta Ballenas ist das Casapueblo des ehemals dort lebenden Künstlers Carlos Páez Vilaró (1923–2014).

### Verkehr
Durch Punta Ballena führt die Ruta 10, auf die im Ort die Ruta 12 trifft. Einige Kilometer westlich ist der Flughafen Capitán de Corbeta Carlos A. Curbelo zu finden.

## Einwohner
Punta Ballena hatte 2011 750 Einwohner, davon 401 männliche und 349 weibliche.
| Jahr | Einwohner |
| ---- | --------- |
| 1963 | 107       |
| 1975 | 169       |
| 1985 | 499       |
| 1996 | 799       |
| 2004 | 376       |
| 2011 | 750       |

Quelle: Instituto Nacional de Estadística de Uruguay